# تازه‌آباد سردالان
تازه‌آباد سردالان، روستایی از توابع بخش مرکزی شهرستان دیواندره در استان کردستان ایران است.

## جمعیت
این روستا در دهستان حومه قرار دارد و براساس سرشماری مرکز آمار ایران در سال ۱۳۸۵، جمعیت آن ۱۴۴ نفر (۲۶خانوار) بوده‌است.رعیت روستا روز با روز در حال کم شدن می‌باشد به دلیل مهاجرت مردم از روستا به شهر